# Bob- und Skeleton-Weltmeisterschaften 2023/Zweierbob (Frauen)
Der Zweierbob-Wettbewerb der Frauen bei den Bob- und Skeleton-Weltmeisterschaften 2023 fand am 3. und 4. Februar statt. Deutschland war mit vier Teams am Start, Gastgeber Schweiz stellte zwei Bobs.

## Aktuelle Titelträger
| Olympiasieger | DeutschlandLaura Nolte Deborah Levi            | Peking 2022    |
| Weltmeister   | Vereinigte StaatenKaillie Humphries Lolo Jones | Altenberg 2021 |

## Ergebnisse
| Rang | #  | Athletinnen                        | Nation              | Lauf 1     | Lauf 1 | Lauf 2     | Lauf 2 | Lauf 3     | Lauf 3 | Lauf 4     | Lauf 4 | Gesamt     | Gesamt      |
| Rang | #  | Athletinnen                        | Nation              | Zeit (min) | Rang   | Zeit (min) | Rang   | Zeit (min) | Rang   | Zeit (min) | Rang   | Zeit (min) | Defizit (s) |
| ---- | -- | ---------------------------------- | ------------------- | ---------- | ------ | ---------- | ------ | ---------- | ------ | ---------- | ------ | ---------- | ----------- |
| 1    | 10 | Kim Kalicki Leonie Fiebig          | Deutschland         | 1:08,16    | 2      | 1:07,96    | 2      | 1:08,41    | 1      | 1:08,33    | 2      | 4:32,86    | –           |
| 2    | 4  | Lisa Buckwitz Kira Lipperheide     | Deutschland         | 1:08,03    | 1      | 1:08,04    | 4      | 1:08,52    | 3      | 1:08,32    | 1      | 4:32,91    | 0,05        |
| 3    | 8  | Kaillie Humphries Kaysha Love      | Vereinigte Staaten  | 1:08,28    | 4      | 1:08,08    | 5      | 1:08,41    | 1      | 1:08,60    | 3      | 4:33,37    | 0,51        |
| 4    | 7  | Melanie Hasler Nadja Pasternack    | Schweiz             | 1:08,83    | 6      | 1:07,90    | 1      | 1:08,79    | 4      | 1:08,77    | 4      | 4:34,29    | 1,43        |
| 5    | 18 | Margot Boch Carla Sénéchal         | Frankreich          | 1:08,87    | 7      | 1:08,41    | 6      | 1:09,11    | 5      | 1:09,39    | 12     | 4:35,78    | 2,92        |
| 6    | 16 | Maureen Zimmer Lauryn Siebert      | Deutschland         | 1:08,34    | 5      | 1:08,81    | 11     | 1:09,71    | 13     | 1:08,99    | 5      | 4:35,85    | 2,99        |
| 7    | 11 | Martina Fontanive Mara Morell      | Schweiz             | 1:08,95    | 8      | 1:08,73    | 9      | 1:09,38    | 8      | 1:09,11    | 6      | 4:36,17    | 3,31        |
| 8    | 5  | Cynthia Appiah Niamh Haughey       | Kanada              | 1:09,11    | 10     | 1:08,78    | 10     | 1:09,35    | 7      | 1:09,23    | 8      | 4:36,47    | 3,61        |
| 9    | 3  | Qing Ying Yu Wang                  | Volksrepublik China | 1:08,99    | 9      | 1:08,72    | 8      | 1:09,50    | 9      | 1:09,33    | 11     | 4:36,54    | 3,68        |
| 10   | 15 | Mingming Huai Xuan Wang            | Volksrepublik China | 1:09,14    | 11     | 1:08,55    | 7      | 1:09,66    | 12     | 1:09,23    | 8      | 4:36,58    | 3,72        |
| 11   | 2  | Andreea Grecu Andreea Teodora Vlad | Rumänien            | 1:09,20    | 13     | 1:08,95    | 13     | 1:09,54    | 10     | 1:09,12    | 7      | 4:36,81    | 3,95        |
| 12   | 1  | Nicole Vogt Jasmine Jones          | Vereinigte Staaten  | 1:09,16    | 12     | 1:08,94    | 12     | 1:09,63    | 11     | 1:09,27    | 10     | 4:37,00    | 4,14        |
| 13   | 6  | Bianca Ribi Erica Voss             | Kanada              | 1:09,45    | 14     | 1:09,00    | 14     | 1:09,31    | 6      | 1:09,41    | 13     | 4:37,17    | 4,31        |
| 14   | 12 | Viktória Čerňanská Lucia Mokrášová | Slowakei            | 1:09,49    | 15     | 1:09,14    | 15     | 1:09,89    | 14     | 1:09,72    | 15     | 4:38,24    | 5,38        |
| 15   | 17 | Giada Andreutti Tania Vicenzino    | Italien             | 1:09,51    | 16     | 1:09,30    | 16     | 1:09,95    | 17     | 1:10,14    | 16     | 4:38,90    | 6,04        |
| 16   | 19 | Linda Weiszewski Marika Zandecka   | Polen               | 1:10,01    | 18     | 1:10,03    | 19     | 1:09,93    | 16     | 1:09,61    | 14     | 4:39,58    | 6,72        |
| 17   | 13 | Riley Compton Emily Renna          | Vereinigte Staaten  | 1:09,98    | 17     | 1:09,62    | 17     | 1:09,92    | 15     | 1:10,16    | 17     | 4:39,68    | 6,82        |
| 18   | 14 | Georgeta Popescu Antonia Sârbu     | Rumänien            | 1:10,32    | 19     | 1:09,66    | 18     | 1:10,18    | 18     | 1:10,31    | 18     | 4:40,47    | 7,61        |
|      | 9  | Laura Nolte Neele Schuten          | Deutschland         | 1:08,21    | 3      | 1:08,00    | 3      | DNF        | DNF    |            |        |            |             |